# Alfredo Campo
Pour les articles homonymes, voir Campo.
Alfredo Campo, né le 2 mars 1993 à Cuenca, est un coureur cycliste équatorien, spécialiste du Bicycle motocross (BMX).

## Palmarès en BMX

### Jeux olympiques
- Rio 2016
  - Quart de finaliste du BMX
- Tokyo 2021
  - 5ème de la finale du BMX

### Championnats du monde
- 2011
  -  Champion du monde de BMX juniors
- 2015
  - Huitième de finaliste
- 2024
  - 5e du BMX

### Coupe du monde
- 2019 : 2e du classement général, trois fois deuxième d'une manche
- 2021 : 98e du classement général
- 2022 : 21e du classement général

### Jeux panaméricains
- Toronto 2015
  -  Médaillé d'argent du BMX
- Cary 2019
  -  Médaillé d'or du BMX

### Jeux sud-américains
- Cochabamba 2018
  -  Médaillé d'or du BMX

### Jeux bolivariens
- Santa Marta 2017
  -  Médaillé d'argent du contre-la-montre BMX
  -  Médaillé de bronze de la course BMX